# New Zealand Football Championship 2014-2015
Il campionato neozelandese di calcio 2014-2015 è stato l'undicesimo a disputarsi con questa formula (New Zealand Football Championship). 
L'Auckland City ha conquistato il campionato per la sesta volta nella sua storia.

## Squadre partecipanti
| Club                    | Città             | Stadio                |
| ----------------------- | ----------------- | --------------------- |
| Auckland City           | Auckland          | Kiwitea Street        |
| Canterbury Utd          | Christchurch      | English Park          |
| Hawke’s Bay Utd         | Napier            | Bluewater Stadium     |
| Southern United         | Dunedin           | Sunnyvale Park        |
| Team Wellington         | Wellington        | David Farrington Park |
| WaiBOP Utd              | Hamilton          | John Kerkhof Park     |
| Waitakere Utd           | Waitakere         | The Trusts Arena      |
| Wanderers SC            | Albany (Auckland) | QBE Stadium           |
| Wellington Phoenix Res. | Wellington        | David Farrington Park |

## Classifica finale
| # | Squadra                 | Pt | PG | V  | N | P  | GF | GS | DR  |
| - | ----------------------- | -- | -- | -- | - | -- | -- | -- | --- |
| 1 | Auckland City           | 42 | 16 | 14 | 0 | 2  | 39 | 14 | +25 |
| 2 | Team Wellington         | 30 | 16 | 9  | 3 | 4  | 32 | 24 | +8  |
| 3 | Hawke’s Bay Utd         | 27 | 16 | 8  | 3 | 5  | 34 | 29 | +5  |
| 4 | Waitakere Utd           | 26 | 16 | 8  | 2 | 6  | 29 | 23 | +6  |
| 5 | WaiBOP Utd              | 22 | 16 | 7  | 1 | 8  | 24 | 29 | -5  |
| 6 | Wellington Phoenix Res. | 21 | 16 | 7  | 0 | 9  | 37 | 42 | -5  |
| 7 | Wanderers SC            | 17 | 16 | 5  | 2 | 9  | 24 | 29 | -5  |
| 8 | Canterbury Utd          | 14 | 16 | 4  | 2 | 10 | 22 | 32 | -10 |
| 9 | Southern United         | 10 | 16 | 3  | 1 | 12 | 20 | 39 | -19 |

## Finals series
|  | Semifinale (andata e ritorno) | Semifinale (andata e ritorno) | Semifinale (andata e ritorno) | Semifinale (andata e ritorno) | Semifinale (andata e ritorno) |  |  | Finale (gara unica) | Finale (gara unica) | Finale (gara unica) |  |
|  |                               |                               |                               |                               |                               |  |  |                     |                     |                     |  |
|  | Waitakere United              | Waitakere United              | 0                             | 1                             | 1                             |  |  |                     |                     |                     |  |
|  | Auckland City                 | Auckland City                 | 2                             | 5                             | 7                             |  |  | Auckland City       | Auckland City       | 2                   |  |
|  | Hawke's Bay United            | Hawke's Bay United            | 1                             | 4                             | 5gfc                          |  |  | Hawke's Bay United  | Hawke's Bay United  | 1                   |  |
|  | Team Wellington               | Team Wellington               | 2                             | 3                             | 5                             |  |  |                     |                     |                     |  |